# Копакабана Пэлэс
Копакабана Пэлэс (порт. Copacabana Palace) — наиболее известный и престижный отель в городе Рио-де-Жанейро (Бразилия). Главный фасад здания обращён на пляж Копакабана. Он состоит из 8-этажного главного строения и 14-этажного дополнительного. Здание отеля было спроектировано французским архитектором Жозефом Гиром. Копакабана Пэлэс имеет в своём составе 216 номеров (148 в главном и 78 в другом здании), полу-олимпийский бассейн, эксклюзивный бассейн для VIP гостей, расположенный в пентхаусе, теннисный корт, фитнес-центр, 3-этажный спа-центр, два бара, ночной клуб и два ресторана.
Копакабана Пэлэс был открыт 13 августа 1923 года. Он появляется в качестве одного из мест действия в фильме 1933 года Полёт в Рио. После того как Бразилиа стала столицей страны в 1960 году, отель ввергся в период медленного упадка, когда его обгоняли современные тому времени отели, строившиеся в 1970-е годы. Существовал даже план сноса здания отеля в 1985 году. Отель был отремонтирован через некоторое время после 1989 года, когда его приобрела компания Orient-Express Hotels.
Множество знаменитых гостей останавливалось в Копакабане Пэлэс, среди них были Мадонна, Майкл Джексон, Уолт Дисней, Rolling Stones, Элтон Джон, Мэрилин Монро, Рита Хейворт, Джина Лоллобриджида, Брижит Бардо, принцесса Диана и Лучано Паваротти.
В 2008 году Копакабана Пэлэс был признан частью культурного наследия города Рио-де-Жанейро. Он уже признавался таковым федеральным правительством (14 августа 1986), муниципальным (7 апреля 2003) и наконец 30 октября 2008 получил признание от всех 3-х уровней власти.